# Seobe
Seobe (serbokroat. für „Migration“) ist ein Musikalbum der jugoslawischen, heute serbischen Hard-Rock-Band Kerber, welches im Juni 1986 in den Studios des staatlichen Labels PGP-RTB aufgenommen wurde. Letzteres übernahm auch die Produktion und Verbreitung der Tonträger. Es erschien 1986 sowohl auf Schallplatte als auch Kassette.
Für das titelgebende letzte Stück Seobe steuerte Bora Đorđević – Sänger der ebenfalls jugoslawischen Rockband Riblja čorba – den Gesangspart bei. Zudem stammen auch einige Texte des Albums aus der Feder von Mitgliedern der Band.

## Titelliste
- Geschrieben und arrangiert von Kerber, Texte von Duško Arsenijević, Nikola Čuturilo und Bora Đorđević

1. Bolje da sam druge ljubio – 3:42
2. Blagi bože, podigni me – 3:43
3. Kad ljubav izda – 4:15
4. Ne igram ruski rulet – 3:50
5. Još samo ovu noć mi daj – 5:15
6. Hajde da se volimo – 3:35
7. Čovek od meda – 4:42
8. Sa tobom ne mogu dalje – 4:42
9. Beli tragovi – 3:15
10. Seobe – 3:46

## Besetzung
- Goran Šepa – Gesang
- Bora Đorđević – Gesang (nur letztes Stück Seobe)
- Tomislav Nikolic – E-Gitarre
- Branislav Božinović – Keyboard
- Zoran Zikic – Bassgitarre
- Dragoljub Djuricic – Schlagzeug